# Sloterdijk
Sloterdijk è una località dei Paesi Bassi situata nella provincia dell'Olanda Settentrionale. Fa parte della municipalità di Amsterdam ed è situata nello stadsdeel Amsterdam-West.
Situata a 3 km a nord-ovest della città di Amsterdam, nelle sue vicinanze si trova la stazione ferroviaria di Amsterdam Sloterdijk.